# Attolini
Attolini is een Italiaans historisch merk van lichte motorfietsen.
De bedrijfsnaam was: Gustavo Attolini, Motocicli, Spineda
In 1920 begon Gustavo Attolini met de productie van motorfietsen. Hij kocht daarvoor de inmiddels zeer gewaardeerde Britse 269cc-Villiers tweetaktmotor in en bouwde die in voor die tijd moderne frames. De machines konden geleverd worden met kettingaandrijving of met een chain-cum-belt drive en hadden magneetontsteking. Er was zelfs al een vroege vorm van telescoopvork toegepast. Toch moest de productie al in 1923 worden beëindigd.